# التمارى (حفاش)

تعديل مصدري - تعديل

التمارى هي إحدى قرى عزلة بني مأمون بمديرية حفاش التابعة لمحافظة المحويت، بلغ تعداد سكانها 266 نسمة حسب تعداد اليمن لعام 2004.